# A Grela (Ames)
A Grela (en gallego y oficialmente, A Agrela) es una aldea española situada en la parroquia de Viduido, del municipio de Ames, en la provincia de La Coruña, Galicia.

## Demografía
| Gráfica de evolución demográfica de A Grela entre 2000 y 2018 |
|                                                               |
| Datos según el nomenclátor publicado por el INE.              |